# Dicymbium
Genre
Dicymbium est un genre d'araignées aranéomorphes de la famille des Linyphiidae.

## Distribution
Les espèces de ce genre se rencontrent en zone holarctique.

## Liste des espèces
Selon World Spider Catalog (version 24.5, 10/08/2023) :
- Dicymbium brevisetosum Locket, 1962
- Dicymbium elongatum (Emerton, 1882)
- Dicymbium facetum (L. Koch, 1879)
- Dicymbium libidinosum (Kulczyński, 1926)
- Dicymbium nigrum (Blackwall, 1834)
- Dicymbium pingqianense Irfan, Wang & Zhang, 2023
- Dicymbium salaputium Saito, 1986
- Dicymbium sinofacetum Tanasevitch, 2006
- Dicymbium tibiale (Blackwall, 1836)
- Dicymbium yaginumai Eskov & Marusik, 1994

## Systématique et taxinomie
Ce genre a été décrit par Menge en 1868.

## Publication originale
- Menge, 1868 : « Preussische Spinnen. Abteilung II. » Schriften der Naturforschenden Gesellschaft in Danzig, vol. 2, p. 153-218 (texte intégral).